# Генофондовий об'єкт
Генофондовий об'єкт — визначений селекціонерами генофондовий матеріал задля тривалого зберігання мінімально необхідного об'єму племінних та генетичних ресурсів певного роду, виду, підвиду, породи, відріддя або типу сільськогосподарських тварин.
В Україні розрізняють, відповідно до категоризації FAO та EAAP, три категорії генофондових об'єктів:
1. Вітчизняні генофондові об'єкти, що перебувають на межі зникнення.
2. Поліпшувальні вітчизняні породи які на даний час мають відносно нормальну чисельність, генеалогічну структуру та комерційний статус.
3. Резервний генофонд кращих зарубіжних поліпшувальних порід.